# درنتال
درنتال (به آلمانی: Derental) یک شهر در آلمان است که در هولتسمیندن واقع شده‌است. درنتال ۷۳۱ نفر جمعیت دارد.